# Dirk
 Dirk  és la paraula que els escocesos utilitzen per denominar una daga curta, de vegades, aquesta arma té un full d'espasa de tall cap avall muntat en l'empunyadura de la daga, en lloc de tenir un full de ganivet.

## Etimologia
Les formes històriques inclouen com a origen de la paraula  Dirk  els termes  Durk  i  dowrk , ' però els estats escocesos i l'estat anglès opinen que l'etimologia completa no està totalment clara i demostrada. Un enllaç a les paraules germàniques com l'alemany  Dolch  es considera possible però com el origwen de la paraula  Dirk  no està segur encara, aquesta teoria no és vàlida de moment.

## Dirks a Escòcia
Encara s'utilitzen, de vegades, punyals o dagues (Dirks), reals o falsos, com a hàbit de la vestimenta.

## Dirks navals

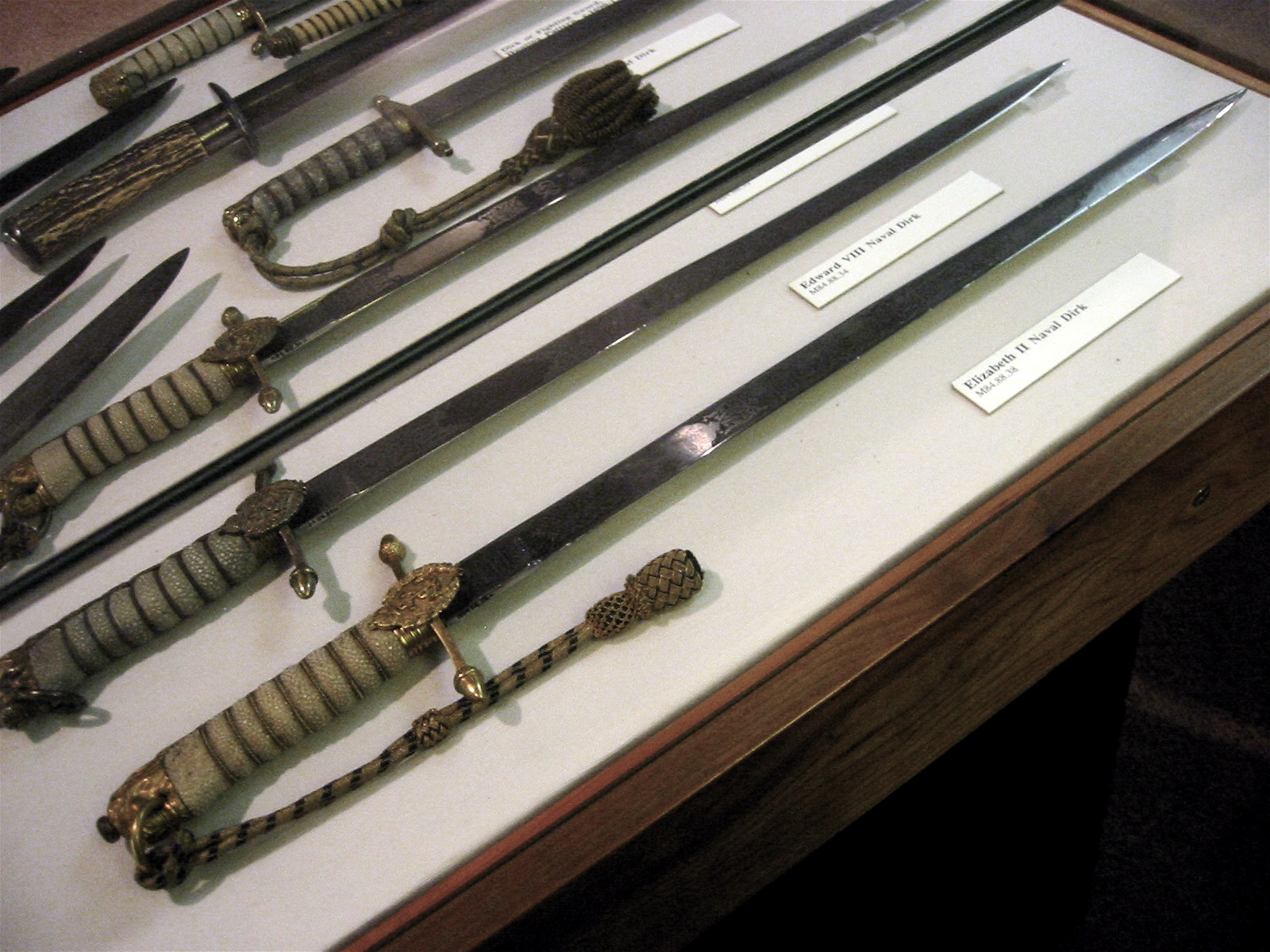
Dirks navals europeus.

Diversos tipus de dagues (Dirk) van ser utilitzades per les forces europees i americanes en terra i mar.